# Shinichi Suzuki
Shinichi Suzuki (japanska: 鈴木 鎮一 Suzuki Shin'ichi?), född 17 oktober 1898 i Nagoya, död 26 januari 1998, var en japansk violinist och musikpedagog. Han var upphovsman till Suzukimetoden, en pedagogisk metod främst använd vid instrumentundervisning inom musiken.